# Get the Shot
Get the Shot ist eine 2009 gegründete, kanadische Hardcore-Band.

## Geschichte
Get the Shot wurde 2009 in Québec gegründet. Im Dezember desselben Jahres veröffentlichte das Quintett eine selbstproduzierte EP. 2012 folgte das erste Album beim kanadischen Label Outside Music; seitdem wechselten sie mit jedem weiteren Album das Label. 2013 absolvierte Get the Shot eine Europatournee. 2017 spielte die Band zwei Tourneen in Europa, im Februar im Rahmen der You are Part of This-Tour mit Comeback Kid und Deez Nuts und im November mit Nasty und Lionheart. 2018 trat die Band im Rahmen einer Europatournee auf dem französischen Hellfest und im weiteren Verlauf des Jahres beim Heavy Montréal in Kanada auf.

## Stil
Das österreichische Onlinemagazin Stormbringer verortet Get the Shot im Rahmen einer Rezension des 2017 erschienenen Albums Infinite Punishment „primär im Hardcore“, sieht aber auch Elemente von Deathcore und Beatdown und zieht Vergleiche zur britischen Hardcoreband Malevolence. Das deutsche Ox-Fanzine sah die Metal-Elemente des Albums No Peace in Hell auf einige Gitarrensoli beschränkt und zog stattdessen Vergleiche zur US-amerikanischen Hardcoreband Reign Supreme. Das Nachfolgealbum Infinite Punishment wurde vom Ox hingegen als Melange aus Hardcore und Thrash Metal eingeordnet, die „krachend metallische Gitarren“ und „tonnenschwere Hardcore-Grooves“ vereine und Vergleiche mit Hatebreed ermögliche. Das US-Magazin Decibel sieht Call-and-Response-Gesang, „zermalmende“ Metal-Riffs und „aufwieglerische“ Texte als Markenzeichen der Band. Das deutsche Allschools-Magazin sieht auf dem Album Infinite Punishment neben Hardcore- und Thrash-Metal- auch Death-Metal-Einflüsse am Werk.
Die Band selbst definiert ihre Musik als Mischung aus Hardcore der 1990er-Jahre à la Strife oder Ringworm und Elementen des Thrash Metal der 1980er-Jahre. Die Texte stammen von Sänger Lagacé und behandeln philosophische Fragen, wobei im Laufe der Jahre eine Entwicklung hin zu einem ganzheitlich-dystopischen Ansatz stattfand.

## Galerie

Get the Shot live auf dem Metal Frenzy 2018 in Gardelegen
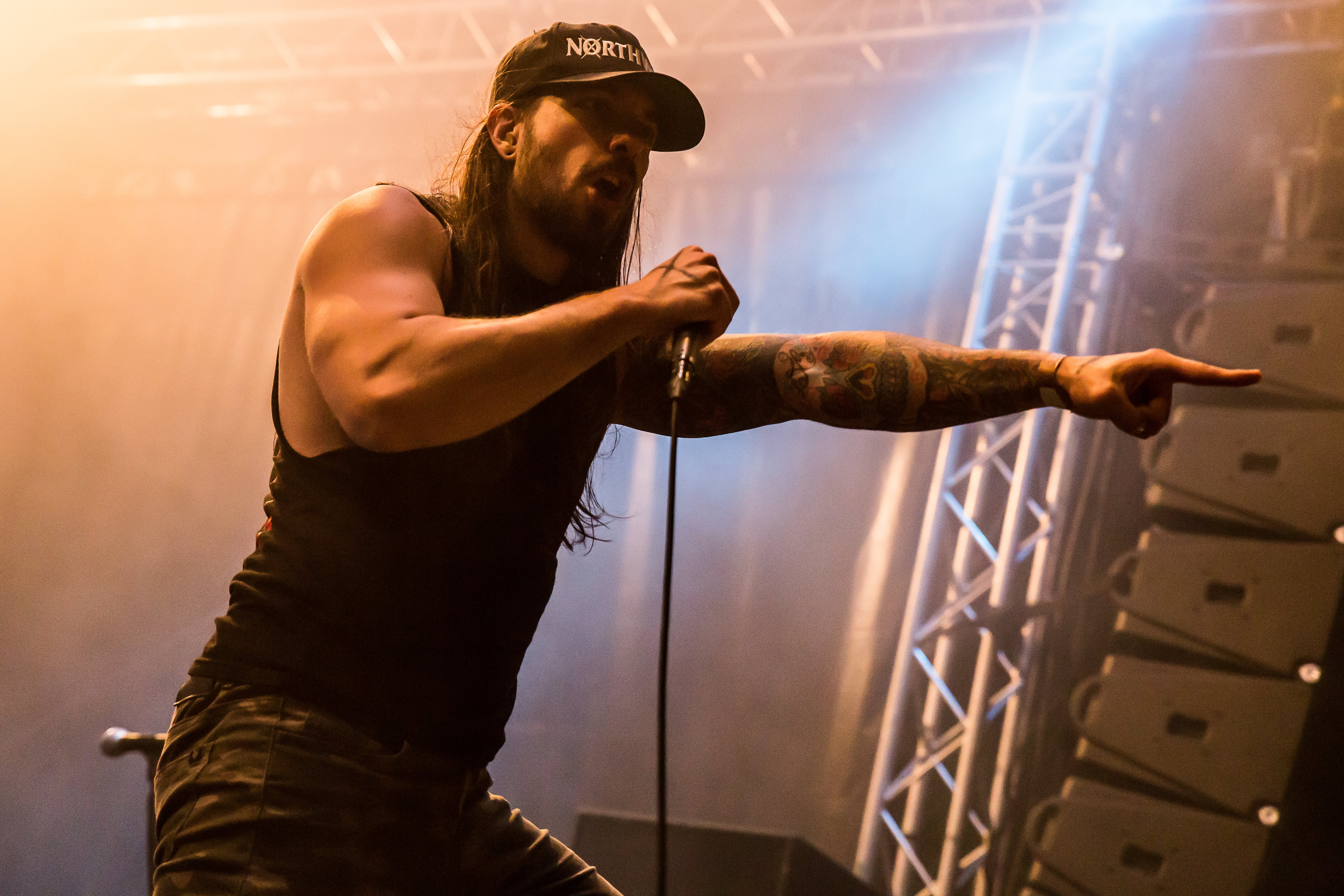
Sänger Jean-Philippe Lagacé
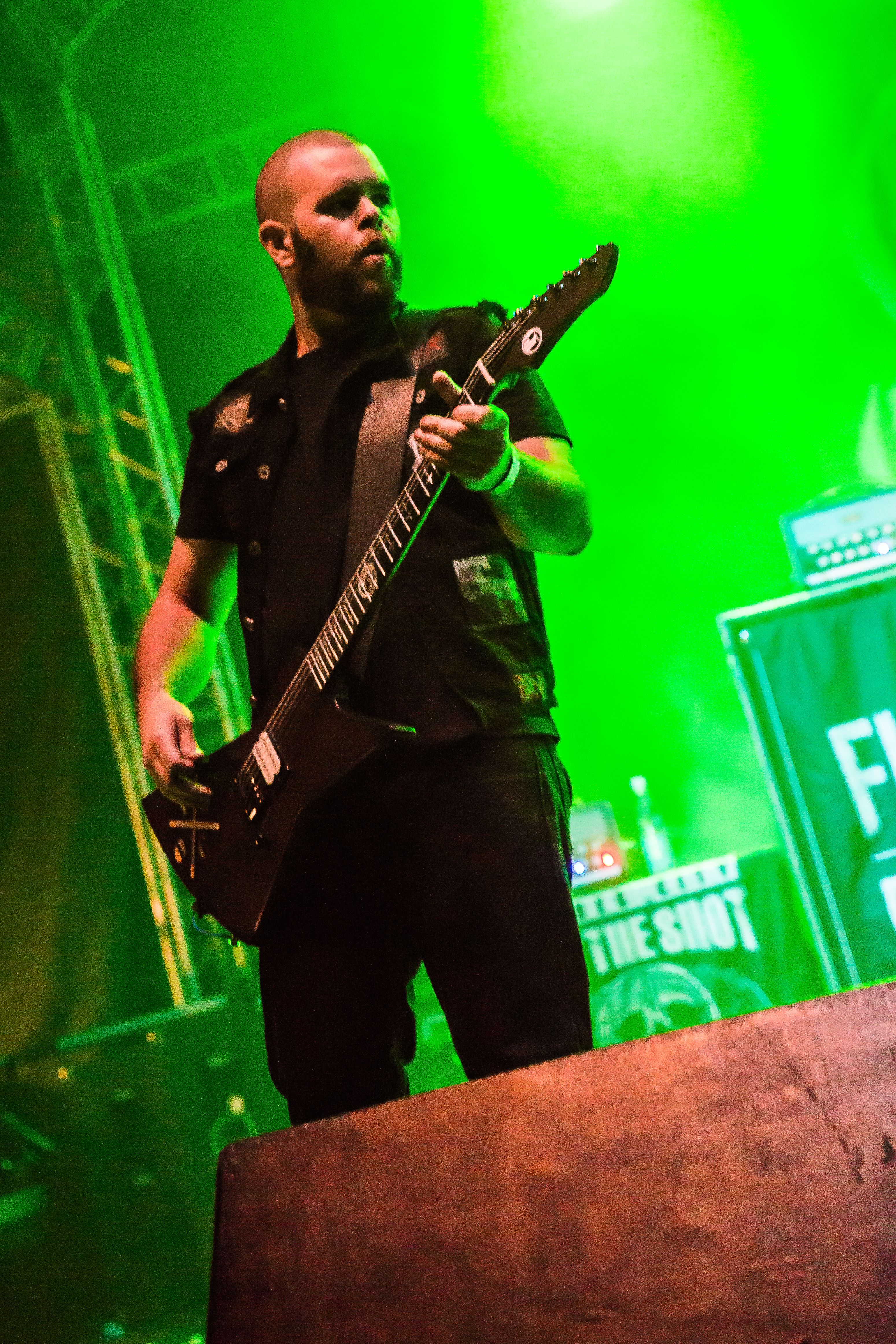
Lead-Gitarrist Tom Chiasson
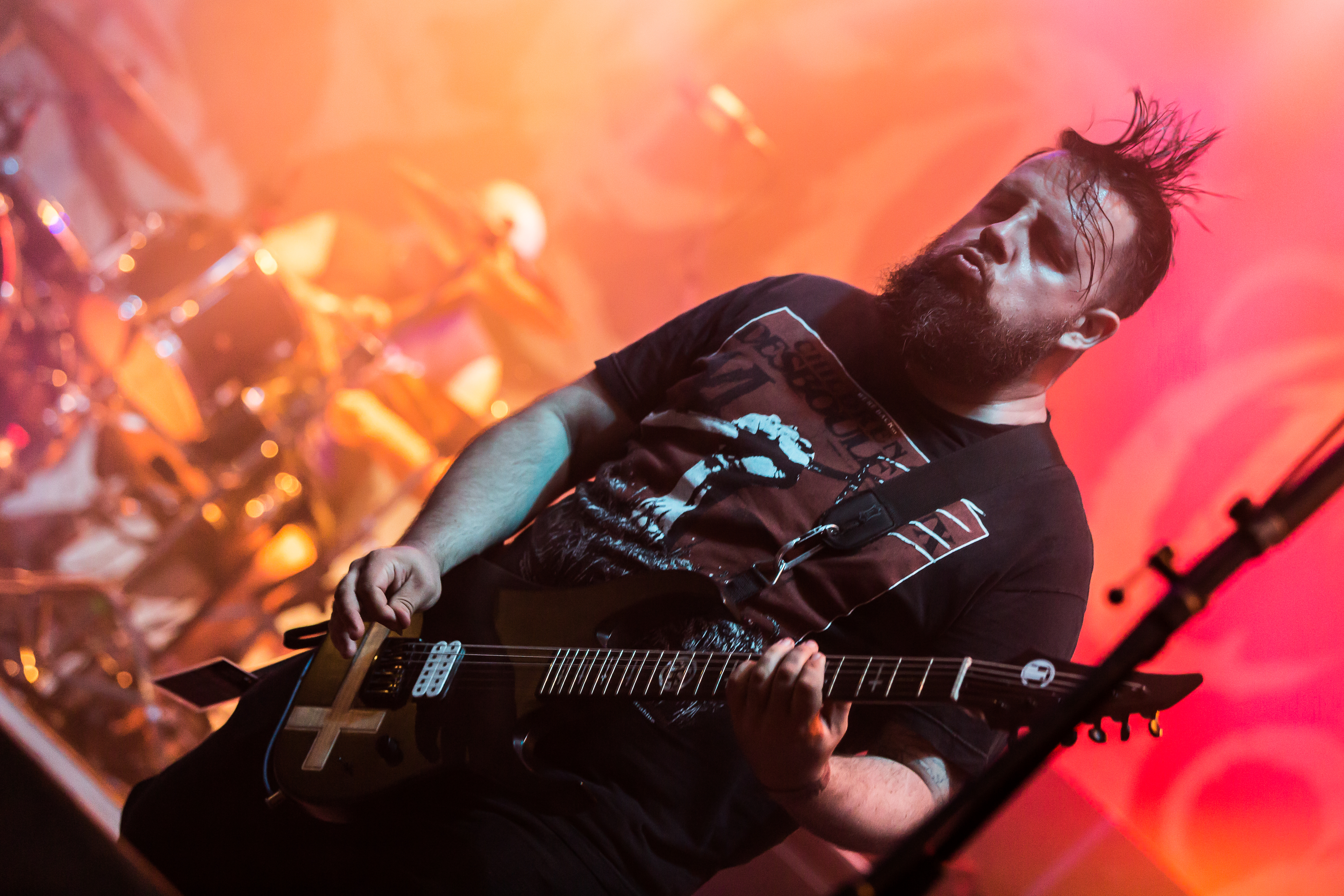
Rhythmus-Gitarrist Guy-Pierre Genest
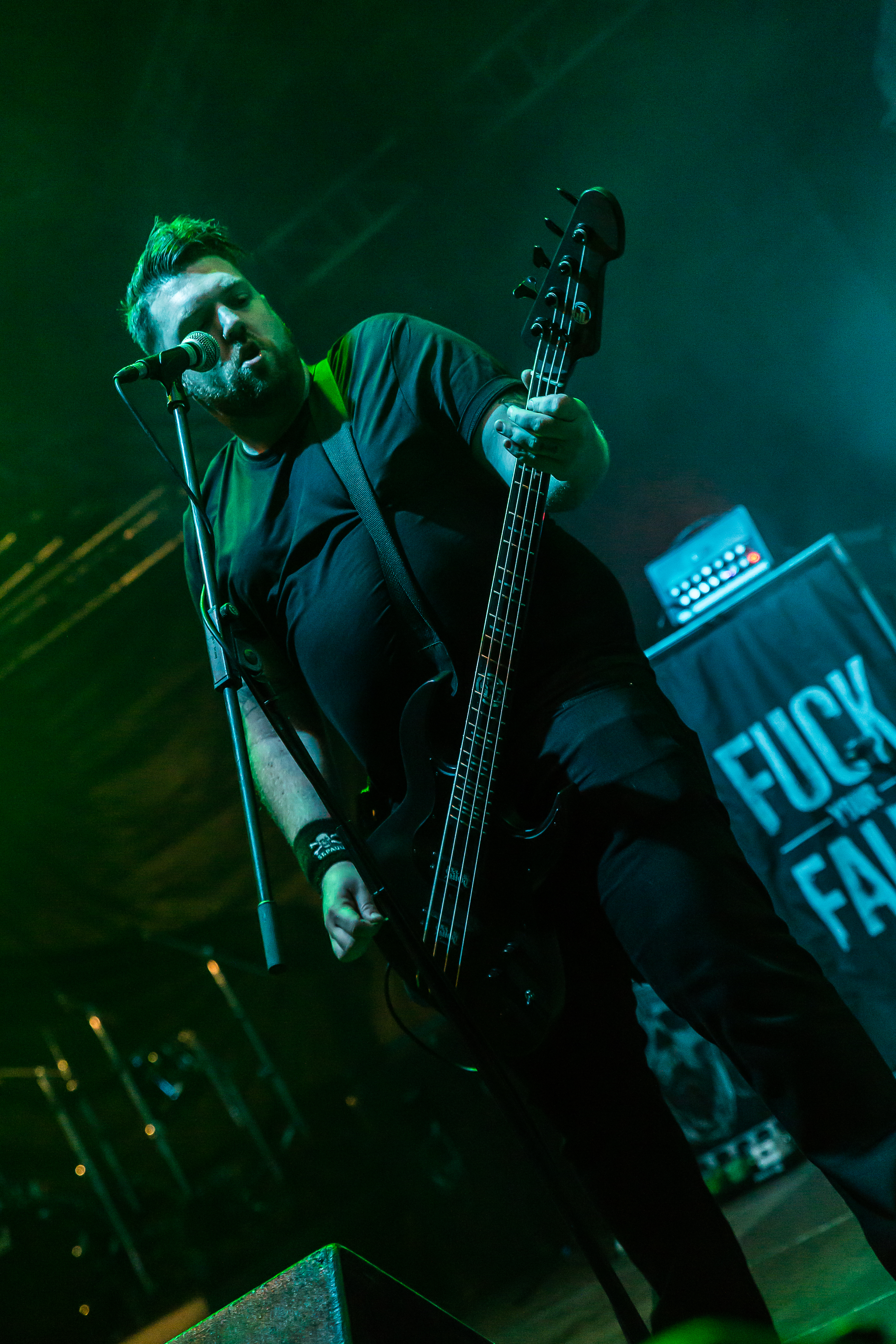
Bassist Dan Fisher Roberge
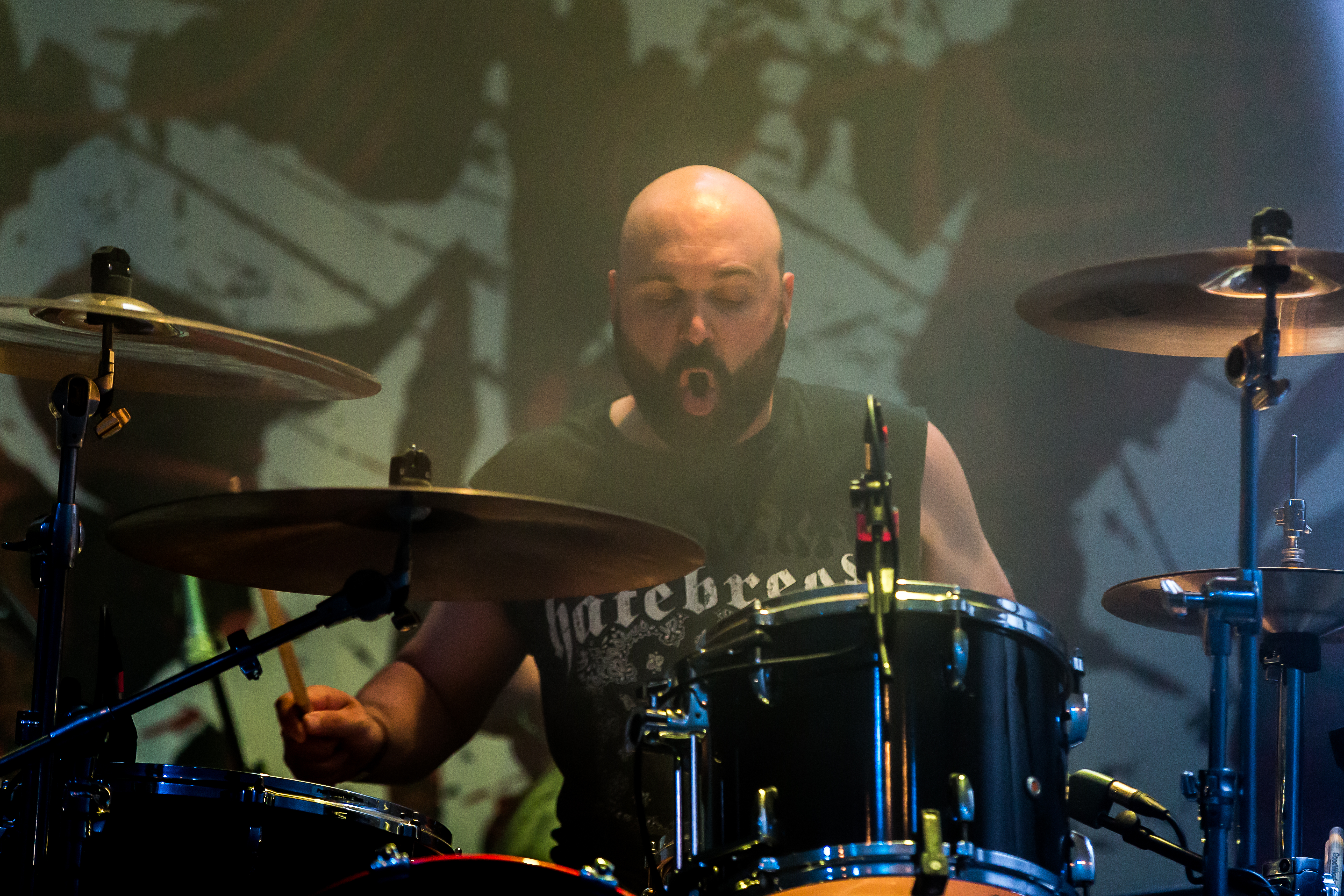
Schlagzeuger David St. Pierre

## Diskografie
- 2009: In Fear We Stand (EP, kein Label)
- 2012: Perdition (Outside Music)
- 2014: No Peace in Hell (Demons Run Amok)
- 2017: Infinite Punishment (New Damage Records)
- 2022: Merciless Destruction (Useless Pride Records)